# Vol Braniff International Airways 542
Le vol Braniff International Airways 542 reliait Houston à New York. 
L'appareil, un Lockheed L-188 Electra, s'est désintégré en vol à environ 6 km au sud-est de Buffalo (Texas) le 29 septembre 1959.

## Bilan
Les 27 passagers et 6 membres d'équipage ont été tués.

## Causes
La cause de l'accident est la rupture de l'aile gauche en vol, due à un défaut structurel de l'avion.